# مولي بانغ
مولي بانغ (بالإنجليزية: Molly Bang)‏ هي كاتبة للأطفال وكاتِبة أمريكية، ولدت في 29 ديسمبر 1943 في برينستون في الولايات المتحدة.

## وصلات خارجية
- الموقع الرسمي